# Malacoctenus macropus
Malacoctenus macropus е вид лъчеперка от семейство Labrisomidae.

## Разпространение
Видът е разпространен в Американски Вирджински острови, Ангуила, Антигуа и Барбуда, Аруба, Барбадос, Бахамски острови, Белиз, Бермудски острови, Британски Вирджински острови, Венецуела, Гваделупа, Гренада, Доминика, Доминиканска република, Кайманови острови, Колумбия, Куба, Мартиника, Мексико, Монсерат, Панама, Пуерто Рико, САЩ, Сейнт Винсент и Гренадини, Сейнт Китс и Невис, Сейнт Лусия, Тринидад и Тобаго, Търкс и Кайкос, Хаити, Хондурас и Ямайка.